# James Breck Perkins

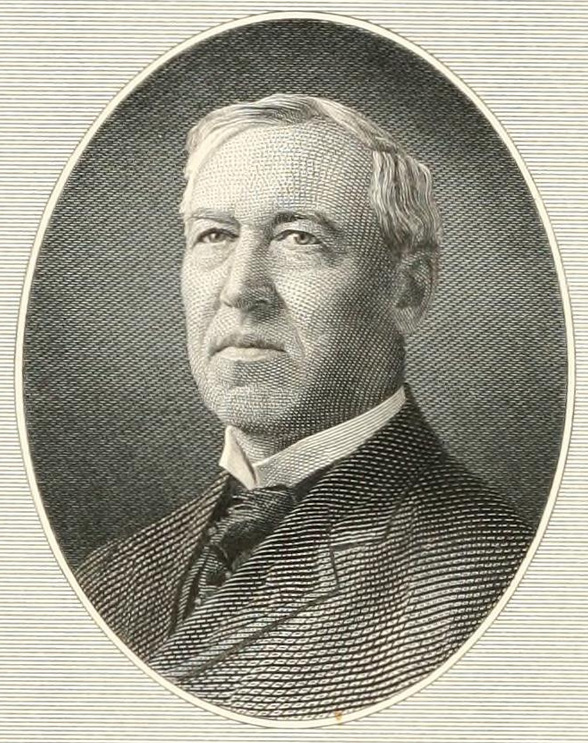
James Breck Perkins

James Breck Perkins (* 4. November 1847 in St. Croix Falls, Polk County, Wisconsin; † 11. März 1910 in Washington, D.C.) war ein US-amerikanischer Politiker. Zwischen 1901 und 1910 vertrat er den Bundesstaat New York im US-Repräsentantenhaus.

## Werdegang
Im Jahr 1856 zog James Perkins mit seinen Eltern nach Rochester im Staat New York, wo er die öffentlichen Schulen besuchte. Im Jahr 1867 absolvierte er die University of Rochester. Nach einem anschließenden Jurastudium und seiner 1868 erfolgten Zulassung als Rechtsanwalt begann er in Rochester in diesem Beruf zu arbeiten. Zwischen 1874 und 1880 war er juristischer Vertreter dieser Stadt. Von 1890 bis 1895 lebte er in der französischen Hauptstadt Paris, wo er sich mit der europäischen Literatur und Geschichte befasste. Er verfasste einige Abhandlungen, vor allem über Themen aus der französischen Geschichte. 1895 kehrte er nach Rochester zurück, wo er als Mitglied der Republikanischen Partei eine politische Laufbahn einschlug. Von 1898 bis 1900 saß er als Abgeordneter in der New York State Assembly.
Bei den Kongresswahlen des Jahres 1900 wurde Perkins im 31. Wahlbezirk von New York in das US-Repräsentantenhaus in Washington gewählt, wo er am 4. März 1901 die Nachfolge von James M. E. O’Grady antrat. Nach vier Wiederwahlen konnte er bis zu seinem Tod am 11. März 1910 im Kongress verbleiben. Ab 1903 vertrat er dort als Nachfolger von William H. Ryan den 32. Distrikt seines Staates. Ab 1909 war er Vorsitzender des Auswärtigen Ausschusses. Im Jahr 1905 gehörte Perkins zu den Kongressabgeordneten, die mit der Durchführung eines Amtsenthebungsverfahrens gegen Bundesrichter Charles Swayne aus Florida beauftragt waren.
1898 wurde er in die American Academy of Arts and Letters gewählt.